# Emilio Badini
Emilio Badini (4. srpen 1897, Rosario, Argentina – 5. srpen 1956, Bologna, Itálie) byl italský fotbalový záložník.
S fotbalem začínal v klubu Bologna. V roce 1921 odešel do SPAL a kariéru kvůli vážnému zranění, které si přivodil v roce 1920 musel ukončit již ve 24 letech v roce 1923 v dresu Virtus Bologna.
Za reprezentaci odehrál dva zápasy. První utkání odehrál 31. srpna 1920 proti Norsku (2:1), vstřelil branku v prodloužení. Byl na OH 1920.

## Hráčské úspěchy

### Reprezentační
- 1x na OH (1920)